# Messe Tulln
Die Messe Tulln ist die größte Messe Niederösterreichs. Sie befindet sich im Eigentum der Stadt Tulln an der Donau (99,95 %) sowie des Bundesverbandes der österreichischen Gärtner.

## Geschichte
Die Messe Tulln geht auf einen Blumencorso im Jahr 1953 zurück. 1963 wurde die Messe Tulln GmbH gegründet. Neben der Internationalen Gartenbaumesse veranstaltet die Messe Tulln jährlich bis zu 12 Messen mit ca. 3.000 Ausstellern.

## Messen
- Boot Tulln
- HausBau + EnergieSparen Tulln
- Pool + Garden Tulln
- Kulinar Tulln
- Oldtimermesse Tulln
- Austro Agrar Tulln
- bike-austria Tulln

2015 wurde ein Investitionsprogramm abgeschlossen, das neben dem Neubau einer Messehalle auch den Neubau von Büros und einem Messerestaurant umfasste.
Insgesamt beträgt die Hallenfläche 30.000 m² und das Freigelände 60.000 m². Seit 2015 ist die Messe Tulln Partner des Convention Bureau Niederösterreich.
Die alte Rundhalle soll dabei durch ein Restaurant ersetzt werden. Der Spatenstich ist für Herbst 2019 geplant, die mehr als 2.600 Quadratmeter große Donauhalle soll im März 2020 fertiggestellt sein.